# Cyanopterus annulicornatus
Cyanopterus annulicornatus är en stekelart som först beskrevs av Roy D. Shenefelt 1978.  Cyanopterus annulicornatus ingår i släktet Cyanopterus och familjen bracksteklar. Inga underarter finns listade i Catalogue of Life.